# God of War III
God of War III è il terzo capitolo della serie di videogiochi God of War, prodotto da SCE Santa Monica Studio e pubblicato da Sony Computer Entertainment nel 2010 esclusivamente per PlayStation 3.
Cronologicamente è il settimo episodio dopo Ascension, Chains of Olympus, God of War, Ghost of Sparta, Betrayal e God of War II, ed è il capitolo conclusivo della prima saga denominata "Prima Era" ambientata nella mitologia greca; il seguito, God of War, è uscito il 20 aprile 2018. È stato pubblicato il 16 marzo 2010 negli Stati Uniti, il 17 in Europa e il 19 nel Regno Unito. Il 20 marzo 2015, in occasione del decimo anniversario della serie, la Sony ha annunciato una versione rimasterizzata in 1080p, dal titolo God of War III Remastered, in esclusiva per PlayStation 4; la nuova versione è arrivata in Europa il 15 luglio 2015, e il 17 nel Regno Unito.
Il videogioco ha ricevuto un'acclamazione universale totalizzando un punteggio del 92% come media delle recensioni della critica specializzata, come calcolato dagli aggregatori GameRankings e Metacritic.

## Trama
Il gioco riparte da dove era terminato God of War II: Kratos, sul dorso di Gaia, assieme agli altri Titani inizia la scalata al Monte Olimpo per attaccare gli dei mentre in cima alla montagna Ermes, Poseidone, Ade ed Elio predispongono le loro difese. Dopo aver affrontato e ucciso il dio del mare e i suoi destrieri causando l'inondazione della Grecia, Kratos e Gaia raggiungono Zeus, il re degli dei dell'Olimpo, che li affronta scaraventandoli giù dall'Olimpo; non appena Gaia cerca di risalire, Kratos, non trovando un appiglio, comincia a scivolarle sulla schiena chiedendole aiuto, ma questa afferma di non poterlo aiutare e gli rivela che egli è solo una pedina per i piani dei Titani. Kratos perde quindi la presa e cade verso l'Ade dopo essere stato separato dalla Spada dell'Olimpo.
Il dio della guerra atterra nel fiume Stige e, mentre nuota verso la riva, le anime degli Inferi gli tolgono tutti i poteri e la salute, tranne il Vello d'oro, le ali di Icaro e il tridente di Poseidone. Kratos incontra quindi il fantasma di Atena che, intenzionata ad aiutarlo, gli parla della Fiamma dell'Olimpo, una potente arma in grado di regalargli la tanto agognata vendetta, e gli dona le Lame dell'Esilio; più tardi, recuperata la Spada dell'Olimpo, con Atena ancora una volta alla sua guida, Kratos decide di trovare Zeus. Risalendo dagli Inferi dopo aver ucciso e rubato l'anima ad Ade e giunto nella città di Olimpia tramite il portale di Iperione, Kratos incontra Gaia, sofferente e in cerca di aiuto, ma decide di farla precipitare dall'Olimpo come lei prima aveva fatto con lui.
Durante il cammino, Kratos elimina Elio ed Ermes, le cui morti scateneranno calamità in tutto il mondo, e successivamente incontra Era, moglie di Zeus avvilita dai continui tradimenti del marito: la regina dell'Olimpo lo minaccia e si scopre alleata con Ercole, fratellastro di Kratos, che di lì a poco fa il suo ingresso. Dopo aver ucciso il fratellastro, che era geloso per il fatto che Zeus gli preferì lo spartano come nuovo dio della guerra, Kratos scopre che, dopo il suo incontro con Ares, il Vaso di Pandora esiste ancora ed è protetto dalla Fiamma dell'Olimpo, e il suo contenuto è in grado di uccidere un dio; Kratos viaggia quindi in vari luoghi per trovare la chiave per aprirlo, venendo informato da Atena che è Pandora stessa la chiave e che solo lei può placare la Fiamma dell'Olimpo. Durante questi viaggi incontra anche Afrodite, lussuriosa dea dell'amore e moglie di Efesto (qui il giocatore può decidere se giacere insieme a lei oppure andare via). Questa apre un portale che permette a Kratos di raggiungere il dio della fucina, che aiuta il protagonista fabbricandogli delle armi e chiedendogli di recuperare una pietra speciale che possiede Crono. Kratos uccide il titano, ma al suo ritorno il fabbro degli dei tenta di ucciderlo a tradimento, avendo paura che intenda sacrificare la figlia Pandora per aprire il vaso; Kratos però lo uccide e si dirige nel luogo dove è tenuta prigioniera Pandora, il Labirinto.

Il Labirinto dal quale Kratos deve salvare Pandora.

Kratos e Pandora emergono dal Labirinto e si dirigono nella Sala della Fiamma dove incontrano Zeus, il quale cerca di fermare Pandora e viene attaccato da Kratos; Zeus rimane stremato dallo scontro, ma Pandora decide di sacrificarsi in modo da temprare la Fiamma. Kratos apre così il Vaso di Pandora solo per scoprire che esso è vuoto; adirato, raggiunge Zeus al suo osservatorio, dove ancora una volta ingaggiano battaglia, ma improvvisamente ricompare Gaia, che li attacca. Per evitare l'assalto padre e figlio saltano al suo interno attraverso un foro creatosi nello scontro con Poseidone e qui si affrontano di nuovo, con Kratos che trapassa sia il cuore di Zeus che quello di Gaia con la Spada dell'Olimpo, distruggendo il Titano e lasciando il padre degli dei apparentemente morto. Dopo essere atterrato nei pressi di una scogliera, un fumo nero esce però dal corpo di Zeus, il cui spirito attacca Kratos, disarmandolo. A un passo dalla morte, però, lo spartano si ritira all'interno della sua stessa psiche e perdona finalmente se stesso; tornato in sé si libera dalla morsa di Zeus e lo elimina una volta per tutte pestandolo brutalmente a mani nude.
Appare in seguito lo spirito di Atena, che chiede a Kratos di restituirle ciò che ha preso dal Vaso; lui risponde che il Vaso era vuoto, cosa che Atena non riesce a credere in quanto, quando Zeus sigillò i mali del mondo al suo interno, temendo ciò che sarebbe potuto accadere qualora questo fosse stato aperto, mise il suo stesso potere, la Speranza, dentro il Vaso. A questo punto Atena capisce che quando Kratos aprì il Vaso per la prima volta per sconfiggere Ares, i mali fuggirono da esso e infettarono gli altri dei, corrompendoli, mentre lui fu dotato della Speranza, persa col passare del tempo a causa dei suoi incubi: gli dei sono dunque caduti in rovina per loro stessa mano. Atena chiede infine a Kratos di restituirle il suo potere, convinta di sapere come usarlo al meglio per ricostruire il mondo, ma Kratos rifiuta e si trafigge con la Spada dell'Olimpo, sacrificandosi per donare la Speranza all'umanità. Sconvolta, Atena si allontana, dicendo a Kratos di averla delusa.
Al termine dei titoli di coda viene mostrata una scia di sangue accanto alla Spada dell'Olimpo abbandonata, dove prima Kratos giaceva morente, che prosegue fino al limitare del precipizio, da dove si vede la Grecia ormai precipitata nel caos.

## Modalità di gioco
Il gioco possiede un gameplay e delle meccaniche simili ai precedenti capitoli, ma con alcune variazioni. In primo luogo, le magie sono "dipendenti" dalle armi: ciò significa che ogni arma ha una propria magia, che potrà essere usata solo quando l'arma corrispondente è equipaggiata. Le varie armi modificano, inoltre, la postura e le movenze di Kratos. Infine, durante le classiche combo presenti in tutti i capitoli, è possibile cambiare arma per produrre attacchi sempre diversi.
Le barre nell'angolo superiore sinistro dello schermo sono diventate tre: oltre alle classiche barre dell'energia e della magia, ce ne sarà una terza, la barra degli oggetti, che si svuota con l'utilizzo di oggetti come l'Arco di Apollo o la Testa di Elio, ricaricandosi automaticamente.
Il numero di Occhi di Gorgone e Piume di Fenice da ritrovare per aumentare le barre magia ed energia è diminuito a tre; questo è giustificabile con la presenza dei corni di Minotauro, necessari per aumentare la barra degli oggetti. Nel gioco sono, inoltre, nascoste delle reliquie, preziosi averi degli dei, dal funzionamento simile alle Urne del Potere del precedente capitolo: una volta trovate, possono essere usate dopo aver completato il gioco e garantiscono poteri speciali, come l'Ira di Sparta infinita.
Sono presenti, inoltre, bonus da sbloccare completando il gioco, tra cui i consueti costumi extra, le Sfide dell'Olimpo e una buona dozzina di video riguardanti la creazione del gioco. Sarà presente, inoltre, l'Arena di combattimento (da sbloccare completando le sette Sfide dell'Olimpo), in cui è possibile combattere con i nemici che si desiderano, decidendo quali, quanti e se una volta sconfitti si rigenereranno. Si potrà, infine, decidere il livello di difficoltà e la lunghezza delle proprie barre di salute, magia e oggetti.

### Nemici
- Sentinella dell'Olimpo: i classici non morti presenti in tutti i capitoli. Tentano numerose volte di sommergere Kratos e sono influenzati dall'eventuale presenza di un centauro, che li rende più determinati e più inclini a sommergere Kratos. Talvolta sono muniti di scudi di onice, che si possono distruggere solo con un ciclope o con i Cestus di Nemea.
- Arciere dell'Olimpo: non morti dalle fattezze femminili capaci di lanciare frecce sui nemici. Sono i nemici fisicamente più deboli, anche se molto agili.
- Demone dell'Olimpo: diabolici non morti che infestano l'Ade. Sono modestamente resistenti, in punto di morte sono capaci di trascinarsi fino a Kratos ed esplodere nei paraggi per infliggergli danni.
- Artigli della morte: grandi braccia scure che spuntano dal suolo, si incontrano solo nell'Ade. Si possono facilmente staccare da terra.
- Talo: enormi statue munite di martello, molto lente ma capaci di infliggere una gran quantità di danni.
  - Talo di bronzo: versione di metallo dei Talo, più massiccia e dotata di una particolare mazza chiodata, che si incontra nelle sale dell'Olimpo. Per distruggerlo bisogna indebolirlo in fretta o il metallo si raffredda, vanificando i precedenti sforzi.
- Centauro: mostri mezzi uomini e mezzi cavalli muniti di lunghe lance e capaci di migliorare le prestazioni dei non morti nei paraggi con la loro presenza. Sono molto veloci e resistenti; una volta indeboliti possono essere tramortiti e uccisi.
- Cerbero: un enorme cane a tre teste con coda di drago. Una volta indebolito può essere cavalcato e usato contro i nemici o per incenerire i rovi con la sua capacità di sputare palle di fuoco ed eruttare fiamme.
  - Allevatore Cerbero dell'Ade: questo particolare tipo di Cerbero è molto più grande e sembra avere la pelle carbonizzata. Oltre alla capacità di sputare palle di fuoco, può generare grandi quantità di cuccioli di Cerbero.
- Chimera: enorme mostro con tre teste: una di leone, una di capra e una di serpente (la testa di serpente si trova all' estremità della coda). Bisogna affrontare queste creature in tre fasi: la prima in cui attaccano con la coda di serpente, sputando acido e usandola come frusta; una volta tagliata la coda, bisogna affrontare la testa di leone; accecato il leone bisognerà affrontare la testa di capra, che attaccherà con numerose incornate.
- Ciclope: giganti dotati di un unico occhio e armati di grosse mazze. Una volta indeboliti, è possibile cavalcarli e usarli come un'enorme arma d'assedio.
  - Guardia ciclope: questo ciclope, già visto nel primo God of War, è corazzato e munito di un'enorme palla chiodata che usa per attaccare.
  - Ciclope cadavere: questo tipo di ciclope si incontrerà una sola volta in tutto il gioco (durante lo scontro con il titano Crono) ed è praticamente uguale al ciclope normale, solo che è sprovvisto di pelle e muscoli: le ossa e gli organi sono scoperti e ben visibili.
- Cadavere maledetto: si incontrano solo nel Tartaro, hanno l'aspetto di scheletri animati e sono più deboli dei legionari dell'Olimpo.
- Arpia: scheletrici uccelli dal volto di donne e ali da pipistrello, questi esseri volanti possono scendere in picchiata con un attacco imparabile.
  - Arpia regina: arpie dotate di bianche ali piumate e utilizzabili come mezzo di trasporto volante. Kratos può infatti aggrapparsi a loro per superare abissi e burroni.
- Gorgone: metà donne e metà serpenti, questi esseri possono pietrificare con lo sguardo e sono molto veloci. Una volta indebolite possono essere decapitate, operazione che pietrificherà i nemici vicini.
  - Serpente gorgone: più massicce rispetto alle gorgoni, questi esseri sono leggermente più resistenti delle normali gorgoni.
- Nidiata di Skorpio: piccoli scorpioni molto deboli che attaccano in grossi gruppi. Si incontrano solo nel labirinto dove si affronta lo Scorpione di Borea.
- Minotauro: mostri per metà uomini e per metà tori che attaccano caricando Kratos. Una volta indeboliti, li si può pugnalare al palato.
  - Minotauro d'élite: minotauri dotati di corazza leggera e di asce, leggermente più resistenti.
  - Minotauro Labrys: minotauri dotati di una corazza pesante e di un'ascia molto grossa e dannosa. Sono molto più resistenti e potenti.
- Cane feroce: cani che attaccano in gruppo Kratos addentandolo con le loro fauci. Si possono afferrare e scagliare lontano con un calcio.
- Cerbero cucciolo: generati in gran quantità dai Cerberi dell'Ade, questi cani inseguono Kratos per lasciarsi esplodere nelle sue vicinanze.
- Satiro: esseri metà capra e metà uomini, muniti di una grossa lancia a doppia lama; sono molto agili e capaci di schivare e parare una gran quantità di colpi.
- Ninfe dell'Ade: sirene capaci di fluttuare, attaccare Kratos con artigli e sfere magiche e lanciare forti urli capaci di stordirlo temporaneamente. Possono anche smaterializzarsi, stato in cui è necessario l'utilizzo della testa di Elio per farle tornare visibili.
- Spettro dell'Olimpo: esseri muniti di due lame a mezzaluna che possono anche lanciare; possono nascondersi sottoterra per attaccare Kratos a sorpresa.

#### Boss
- Ippocampo: creatura simile a un cavallo ma fatto tutto d'acqua, l'Ippocampo viene creato da Poseidone e attacca più volte lo spartano e Gaia. Sembra un gigantesco tentacolo con la punta a forma di mostruoso cavallo con enormi zampe da crostaceo. Inizialmente, Kratos gli frantuma la mandibola, e poi lo infilza con uno dei suoi stessi artigli. Poseidone nella sua forma di golem è dotato di molti Ippocampi.
- Poseidone: è il primo tra gli dei a scendere dall'Olimpo per combattere i Titani, uccidendone ben due in un colpo. Racchiuso in un costrutto simile a un gigantesco golem d'acqua e roccia e circondato dagli Ippocampi, impugna il suo tridente con cui scatena violente scariche elettriche. Riesce a tener testa all'intera schiera dei Titani, Gaia compresa. Kratos lo sconfiggerà strappandolo dal costrutto, per poi ucciderlo brutalmente a mani nude. La sua morte fa alzare in modo incontrollato il livello del mare, che sommerge tutta la Grecia.
- Ade: il mostruoso dio degli Inferi e sovrano dell'Oltretomba brandisce una coppia di uncini, gli Artigli, con i quali può strappare e assorbire l'anima di qualunque essere vivente. Dopo avergli strappato le armi, Kratos lo sconfiggerà rompendogli il cranio. Il corpo del dio verrà dilaniato dalle anime dei morti, ormai senza più controllo. Con l'anima di Ade, Kratos riuscirà a nuotare nello Stige rimanendo illeso e a superare i cancelli di Iperione.
- Elio: personificazione del sole, tanto arrogante quanto inoffensivo. Gravemente ferito dopo l'abbattimento del suo carro, Elio proverà a convincere Kratos a lasciarlo andare, ma senza esito positivo; dunque, come ultima risorsa, proverà ad accecarlo con il suo potere solare. Il Fantasma di Sparta lo ucciderà strappandogli la testa con la sola forza delle mani. Con la sua morte il cielo si copre di nubi, che oscurano la poca luce solare rimasta.
- Hermes: vanitoso e arrogante messaggero degli dei, all'inizio insulta il Fantasma di Sparta vantandosi di essere il più veloce. Kratos riuscirà a fermarlo, abbattendo la statua su cui si pavoneggiava. Ferito dalla caduta, Hermes non riuscirà più a correre veloce come prima: dopo essere stato sconfitto, continuerà a insultare Kratos. Morirà con le gambe tagliate, mentre Kratos indosserà i suoi sandali alati. Il suo cadavere si dissolve in uno sciame di insetti, portatori di pestilenza.
- Ercole: geloso del rapporto privilegiato che Zeus ha per Kratos, sfida il fratello per prenderne il posto come dio della guerra. Molto potente fisicamente, si affida anche al supporto di legionari non-morti; da lui si otterranno i Cestus di Nemea.
- Crono: confinato da Zeus negli abissi del Tartaro, il titano Crono vuole vendetta contro Kratos, che ritiene responsabile delle sue pene e dell'assassinio di Gaia. Dallo scontro con lui si ottiene la Pietra di Omphalos.
- Skorpio: boss abbattibile solamente con i Cestus di Nemea. Si tratta di uno scorpione di dimensioni enormi con denti acuminati e con gli arti e la schiena ricoperti di ghiaccio. Dopo avergli ferito le gambe, Kratos lo uccide definitivamente infilzandolo con il suo stesso pungiglione, dalla cui punta si ottiene la Tempesta di ghiaccio di Borea.
- Zeus: re degli dei e boss finale, il suo combattimento si divide in più fasi, inframmezzate da sequenze animate. La prima sarà ambientata nella Sala della Fiamma, la seconda sulla cima dell'Olimpo, la terza nella sala del Cuore di Gaia, ancora viva, e la quarta in una specie di sogno (creato da un fantasma di Zeus), dove, dopo essere fuggito da esso, Kratos uccide Zeus (dopo aver ucciso il fantasma di quest'ultimo).

### Armi

#### Spade di Atena
Utilizzabili durante il primo livello, sono subito al massimo del potenziamento in quanto sviluppate in God of War II. In seguito al fallimento dell'attacco all'Olimpo, Atena stessa le cambia trasformandole nelle Lame dell'Esilio; ma, prendendo la giarrettiera di Afrodite, una volta finito il gioco e ricominciato, si potrà giocare con le spade di Atena al massimo per tutto il tempo.

#### Lame dell'Esilio
Armi molto simili alle Spade di Atena, ma dotate di maggiore forza e con la caratteristica di infiammarsi man mano che si assestano colpi. Legate alle braccia di Kratos, possono essere utilizzate anche come rampini improvvisati.
- Livello 2 = 4.000 sfere → Ciclone del Caos, Ariete di Argo
- Livello 3 = 7.000 sfere → Spirito di Ercole, Valore di Ercole, Collera di Atena, Furia di Iperione, Esercito di Sparta liv. 2
- Livello 4 = 8.000 sfere → Ciclone del Caos liv. 2, Rabbia del Tartaro, Ascesa di Argo
- Livello 5 = 10.000 sfere → Rabbia del Tartaro liv. 2, Esercito di Sparta liv. 3

#### Spada dell'Olimpo
Famosa arma già presente in God of War II, è utilizzabile nel primo livello, e successivamente solo in modalità Rabbia di Sparta.

#### Artigli di Ade
Arma che permette di risucchiare l'anima degli avversari, si acquisisce da Ade durante il combattimento contro di lui. 
- Livello 2 = 3.000 sfere → Staffile del tormento
- Livello 3 = 5.000 sfere → Flagello di Ade, evoca anime liv. 2 e altre anime
- Livello 4 = 6.000 sfere → Pena senza fine
- Livello 5 = 9.000 sfere → Evoca anime liv. 3 e altre anime

#### Cestus di Nemea
Sono dei guanti metallici a forma di testa di leone. Li si potrà ottenere durante il combattimento contro Ercole. Sono le uniche armi capaci di distruggere la pietra onice, possono essere sparate per uccidere nemici a lunga distanza e sono legate a delle catene.
- Livello 2 = 3.000 sfere → Maglio brutale
- Livello 3 = 5.000 sfere → Carica selvaggia, Ruggito di Nemea liv. 2
- Livello 4 = 5.000 sfere → Colpo stritolante
- Livello 5 = 8.000 sfere → Ruggito di Nemea liv. 3

#### Fruste di Nemesi
Arma elettrica a lungo raggio, capace di elettrizzare i nemici infliggendo un quantitativo di danni progressivamente più alto. Create da Efesto utilizzando la Pietra di Omphalos.
- Livello 2 = 3.000 sfere → Giudizio severo
- Livello 3 = 5.000 sfere → Colpo vendicatore, Rabbia di Nemesi liv. 2
- Livello 4 = 5.000 sfere → Rappresaglia letale
- Livello 5 = 8.000 sfere → Rabbia di Nemesi liv. 3

### Oggetti

#### Arco di Apollo
Si ottiene da Piritoo, nell'Ade. Molto simile al Flagello di Tifone di God of War II, lancia tuttavia frecce infuocate. Capace di bruciare i rovi e funzionare a "mitraglietta".
- Livello 2 = 2.500 sfere

#### Testa di Elio
Oggetto strappato al Dio del Sole. La sua facoltà di proiettare luce davanti a sé come una torcia la rende ideale per illuminare caverne buie e per scoprire passaggi e scrigni segreti, oltre ad abbagliare e a danneggiare i nemici.
- Livello 2 = 2.500 sfere

#### Sandali di Hermes
Sandali che permettono veloci scatti in avanti, utili per spezzare le linee nemiche. Grazie a essi, è anche possibile far correre Kratos sui muri in alcuni punti precalcolati.
- Livello 2 = 2.500 sfere

#### Tridente di Poseidone
Disponibile subito (si ottiene in God of War), permette a Kratos di respirare sott'acqua. Non è potenziabile.

#### Ali di Icaro
Ottenute nel precedente capitolo, sono subito disponibili delle ali di cera che spuntano dalla schiena dello spartano. Permettono di allungare i salti con una planata, permettendo così a Kratos di superare burroni e ostacoli. In alcuni punti dell'avventura permetteranno di utilizzare i getti di aria calda per ottenere maggiore elevazione. Non consumano la barra degli oggetti e non hanno livelli di potenziamento.

#### Vello d'oro
Disponibile subito in quanto ottenuto nel precedente capitolo, non consuma la barra degli oggetti; si tratta di uno spallaccio d'oro macchiato di sangue che permette la parata e il contrattacco con il giusto tempismo. Non è potenziabile in senso stretto: le nuove abilità a esso collegate si sbloccano sviluppando le Lame dell'Esilio.

#### Tempesta di ghiaccio di Borea
Pietra ricavata dalla punta del pungiglione dello Scorpione di Borea, capace di raffreddare la temperatura. Usata solo per far funzionare alcuni marchingegni all'interno del Labirinto. Non è potenziabile.

### Magie

#### Rabbia dell'Olimpo
Questa magia è collegata alla Spada dell'Olimpo e genera un potente tornado che difende e spazza via i nemici; utilizzabile solo durante il primo livello.

#### Esercito di Sparta
Magia utilizzabile solo con le Lame dell'Esilio, che permette di chiamare le anime dei guerrieri esiliati di Sparta. Essi accerchieranno Kratos, rendendolo invulnerabile per qualche secondo con degli scudi, per poi infilzare, con delle lance, i nemici. Salendo di livello si sbloccherà anche una pioggia di frecce.

#### Anime dei morti
Magia utilizzabile solo con gli Artigli di Ade, chiama l'anima di un nemico sconfitto per qualche secondo di supporto in mischia. Le anime evocabili in questo modo sono intercambiabili tramite il menu dei potenziamenti e il loro numero aumenta avanzando con i livelli. Le anime sono:
- Cerbero
- Sentinella dell'Olimpo
- Arciere dell'Olimpo
- Serpente gorgone
- Demone dell'Olimpo
- Chimera
- Ciclope Berserker
- Generale centauro
- Sirena seduttrice

#### Ruggito di Nemea
Magia connessa ai Cestus di Nemea che genera delle onde d'urto frontali (fino a tre man mano che si potenziano i Cestus) che spazzano via i nemici.

#### Ira di Nemesi
Magia legata alle Fruste di Nemesi, che scatena una tempesta elettrica che elettrizza tutti i nemici circostanti.

### Reliquie degli dei
Alcuni oggetti particolarmente cari agli dei. Ce ne sono nove in tutto il gioco e possono essere attivati solo dopo aver terminato il gioco almeno una volta:
- Aquila di Zeus: una statuetta a forma di aquila, molto simile a quelle che fiancheggiano la Catena dell'Equilibrio. Fornisce Rabbia di Sparta infinita.
- Elmo di Ade: l'elmo cornuto del dio. Porta al massimo le barre energia, magia e oggetti.
- Scudo di Elio: lo scudo del dio del Sole. Triplica il numero di colpi in una combo.
- Moneta di Ermes: il messaggero degli dei ci gioca fino alla caduta. Moltiplica per dieci il numero di sfere rosse ottenute.
- Spallaccio di Ercole: un pezzo dell'armatura del semidio, a forma di zampa di leone. Riduce i danni ricevuti di un terzo.
- Conchiglia di Poseidone: una conchiglia che decora la sala del dio. Fornisce magia infinita.
- Giarrettiera di Afrodite: si dice che questo pezzo di biancheria rendesse la dea ancora più irresistibile. Permette di usare le Lame di Atena per tutto il gioco.
- Anello di Efesto: con questo anello il dio scagliava fulmini. Quasi tutti i QTE vengono vinti automaticamente.
- Progetti di Dedalo: il complesso schema del Labirinto. Fornisce barra oggetti infinita.
- Calice di Era: la coppa che Era usa per bere. Riduce lentamente la barra dell'energia, fina quando non basta un colpo a uccidere Kratos.

## Sviluppo
John Hight, direttore dello sviluppo presso gli studi Sony di Santa Monica, ha rivelato una spesa complessiva del progetto di 44 milioni di dollari, il che lo rese uno dei videogiochi più costosi mai realizzati per PlayStation 3.

## Edizioni

### Standard
La versione standard comprende semplicemente il gioco. La copertina raffigura l'occhio sinistro di Kratos. Tale versione fu distribuita anche in un bundle con una PlayStation 3 da 250 GB.

### God of War III Collector's Edition
La Collector's Edition ha una copertina diversa (vede infatti Kratos combattere contro un non-morto) e contiene:
- God of War III;
- pack lenticolare.

Contenuti di gioco extra scaricabili da PlayStation Network:
- arena di combattimento di God of War con un ambiente esclusivo e sette sfide da affrontare;
- due costumi (Phantom of Chaos e Dominus) giocabili dopo aver completato il gioco.

Contenuti aggiuntivi:
- cartoline.

### God of War III Ultimate Trilogy Edition
Si tratta di un'edizione limitata che presenta una riproduzione scolpita con doppio fondo del vaso di Pandora. È uscita il 19 marzo 2010.
Al suo interno sono presenti:
- God of War III;
- God of War Collection (ovvero God of War e God of War II rimasterizzati in alta definizione con supporto trofei)[17];

Contenuti di gioco aggiuntivi scaricabili tramite PlayStation Network:
- sette sfide esclusive e un nuovo ambiente;
- alcuni costumi per Kratos;
- God of War: Unearthing the Legend Franchise Documentary, un documentario sulla serie;
- God of War Trilogy Soundtrack, le colonne sonore complete di God of War, God of War II e God of War III;
- God of War: Blood & Metal, EP che comprende diverse canzoni originali ispirate a God of War scritte da gruppi thrash metal e death metal come Killswitch Engage, Opeth, Dream Theater e Trivium;
- volume di illustrazioni;
- cartoline.

### God of War III Remastered

Logo di Remastered

Il 15 luglio 2015 è uscito God of War III Remastered, versione rimasterizzata per PlayStation 4 della versione PlayStation 3, contenente tutti i DLC e gli aggiornamenti precedentemente pubblicati. La versione Remastered, realizzata da Wholesale Algorithms, è acquistabile sia in Blu-ray Disc che in digitale.

## Doppiatori
Di seguito sono riportati i doppiatori che hanno prestato la voce ai principali personaggi del videogioco:
| Personaggio | Doppiatore originale | Doppiatore italiano |
| ----------- | -------------------- | ------------------- |
| Kratos      | Terrence C. Carson   | Marco Pagani        |
| Zeus        | Corey Burton         | Natale Ciravolo     |
| Pandora     | Natalie Lander       | Deborah Morese      |
| Gaia        | Susanne Blakeslee    | Elisabetta Cesone   |
| Atena       | Erin Torpey          | Alessandra Felletti |
| Poseidone   | Gideon Emery         | Riccardo Rovatti    |
| Piritoo     | Simon Templeman      | Alberto Olivero     |
| Ade         | Clancy Brown         | Gianni Gaude        |
| Efesto      | Rip Torn             | Tony Fuochi         |
| Hermes      | Greg Ellis           | Daniele Demma       |
| Elio        | Crispin Freeman      | Gigi Rosa           |
| Era         | Adrienne Barbeau     | Stefania Patruno    |
| Ercole      | Kevin Sorbo          | Lorenzo Scattorin   |
| Afrodite    | April Stewart        | Aglaia Zannetti     |
| Crono       | George Ball          | Pietro Ubaldi       |
| Dedalo      | Malcolm McDowell     | Cesare Rasini       |

## Accoglienza
La rivista Play Generation lo classificò come il sesto migliore titolo d'avventura del 2010.